# おやゆび姫 (宝塚歌劇)
『おやゆび姫』（おやゆびひめ）は宝塚歌劇団によって舞台化された作品。花組公演。1965年12月2日から12月26日まで公演。新芸劇場公演。原作はアンデルセン童話『親指姫』より。12場。併演作品は『不思議な赤穂浪士』と『色彩の冒険』。1923年1月1日から1月20日にも公会堂劇場で『親指姫』（主なスタッフ：白井鐡造）などの花組公演があった。その時の併演作品は『清水詣』、『開闢以来』、『呉服穴織』、『室咲』。

## スタッフ
- 作・演出：酒井澄夫
- 音楽：寺田瀧雄、吉崎憲治
- 音楽指導：野村陽児
- 振付：岡正躬、山田卓、鈴木武
- 装置：渡辺正男
- 衣装：静間潮太郎
- 照明：久保安太郎
- 小道具：生島道正
- 効果：東信行
- 録音：松永浩志
- 演出助手：岡田敬二

## 主な出演者
- 姫：近衛真理
- つばめ：薫邦子
- てんとう虫：郷ちぐさ
- もぐら王：水穂葉子
- 野ねずみ：水代玉藻